# Тербунський район
Тербунський район (рос. Тербунский район) — муніципальний район у складі Липецької області Російської Федерації. Адміністративний центр району — село Тербуни.

## Географія

### Рельєф та розташування

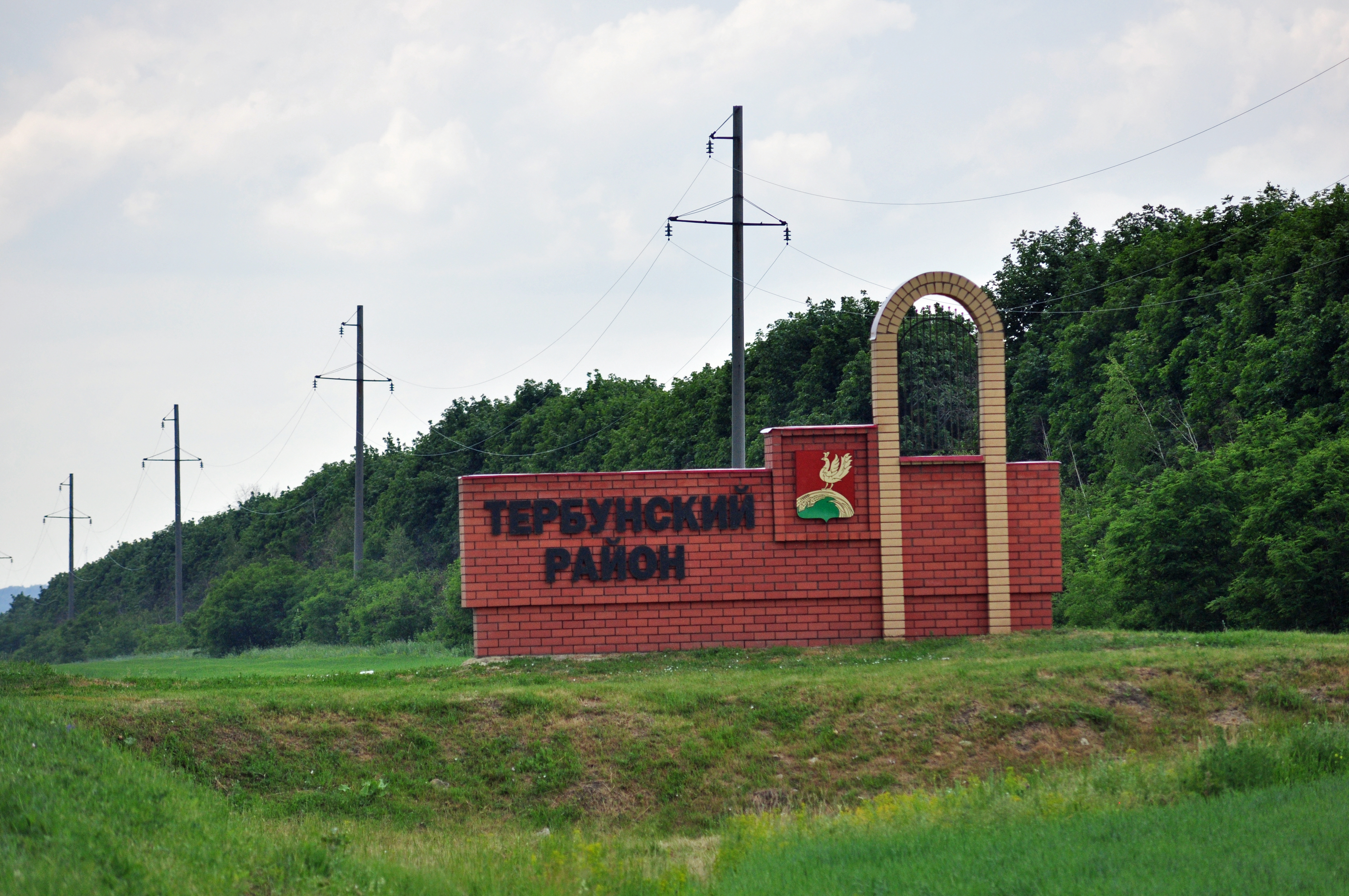

Розташований на південному заході Липецької області Росії на Середньоруській височині. Район знаходиться в межах чорноземної смуги у лісостеповій зоні. Площа 1170,07 км² (12-е місце серед районів). Протяжність району з півночі на південь — 32 км, та із заходу на схід — 51 км.
Територія району нерівна, поверхню порізано ярами, річками, численні пагорби, різко піднімаються над річковими долинами.
Ґрунтовий покрив: типові чорноземи на півдні та солоді на півночі району. У великій мірі розвинені ерозійні процеси.
Головні річки району: Олим, Олимчик та Кобиляча Снова. Озер, ставків мало. Лісова площа незначна.
Район межує з трьома областями: Орловською (Ливенський район). Курською (Касторенський район), Воронезькою (Семилуцький район) та чотирма районами Липецької області: з Долгоруковським, Задонським, Хлевенським та Волівським районами.

### Корисні копалини
Тербунського район багатий на корисні копалини. Найпоширеніші - трепельні глини, цегельно-черепична сировина, кольорові піски. З 3 родовищ 2 є Держрезервом (Тербунське і Василівське), але при наявності споживача можуть експлуатуватися відповідно до закону «Про надра».

### Клімат
Район розташовується в помірно-континентальному кліматичному поясі Північної півкулі. Річна кількість опадів — 587 мм. Середня температура січня -9,5 °C, липня +19,5 °C Переважний напрямок вітру в січні - північно-західне, в липні - південно-західне. Клімат району помірно-континентальний з теплим літом і помірно холодною зимою. Всі сезони року чітко виражені.
| Кліматограма Тербунського району                                                      | Кліматограма Тербунського району | Кліматограма Тербунського району | Кліматограма Тербунського району | Кліматограма Тербунського району | Кліматограма Тербунського району | Кліматограма Тербунського району | Кліматограма Тербунського району | Кліматограма Тербунського району | Кліматограма Тербунського району | Кліматограма Тербунського району | Кліматограма Тербунського району |
| ------------------------------------------------------------------------------------- | -------------------------------- | -------------------------------- | -------------------------------- | -------------------------------- | -------------------------------- | -------------------------------- | -------------------------------- | -------------------------------- | -------------------------------- | -------------------------------- | -------------------------------- |
| С                                                                                     | Л                                | Б                                | К                                | Т                                | Ч                                | Л                                | С                                | В                                | Ж                                | Л                                | Г                                |
| 40 −6 −13                                                                             | 29 −5 −12                        | 27 0 −7                          | 41 12 3                          | 47 20 9                          | 74 24 12                         | 77 25 14                         | 62 24 13                         | 53 18 8                          | 46 10 2                          | 47 2 −3                          | 44 −3 −8                         |
| Середня макс. і мін. температури повітря (°C) Атмосферні опади (мм), за рік : 587 мм. |                                  |                                  |                                  |                                  |                                  |                                  |                                  |                                  |                                  |                                  |                                  |

## Історія

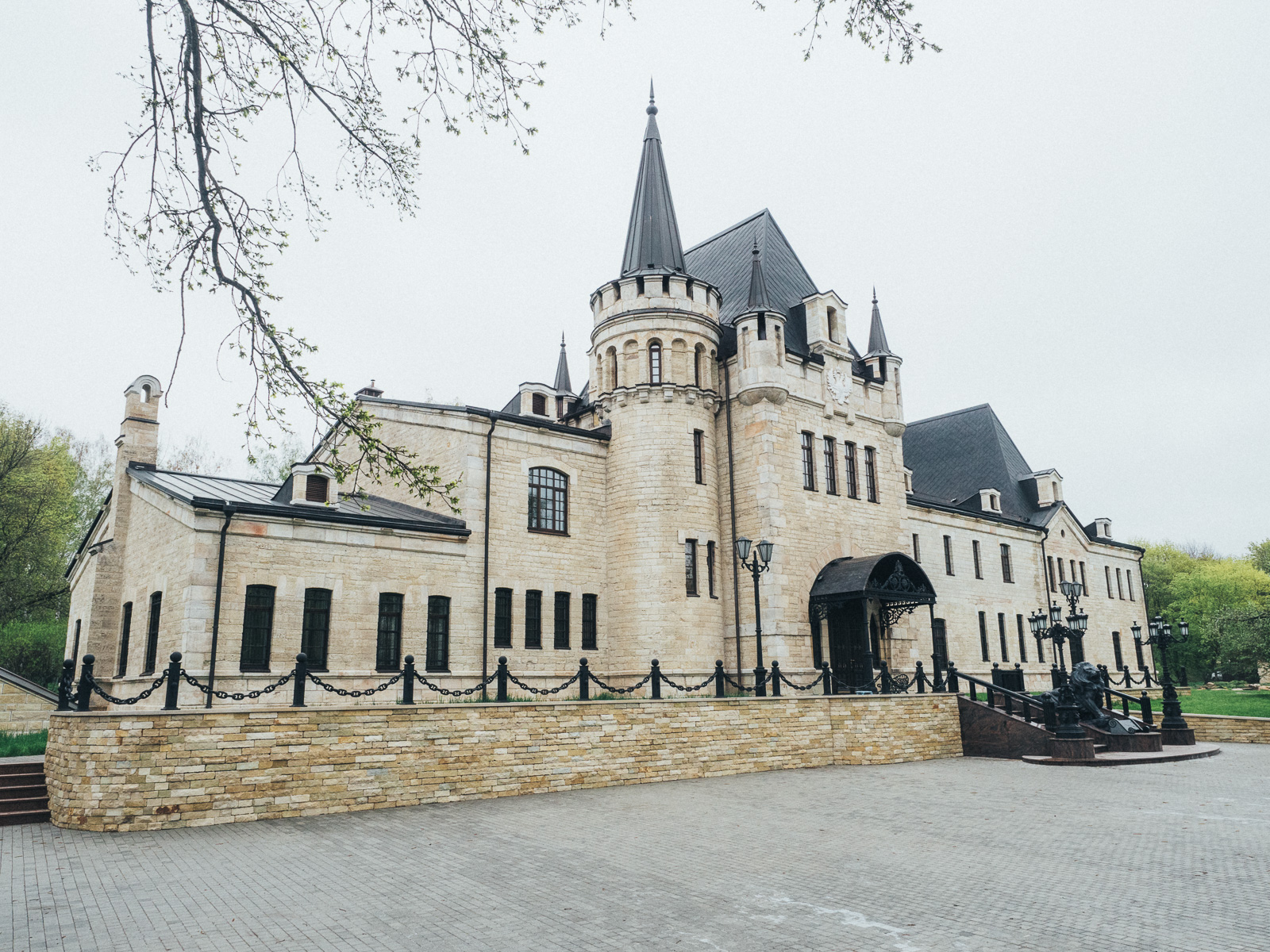
Замок в Борках

Район утворений 30 липня 1928 року в складі Центрально-Чорноземної області (ЦЧО) (до 1930 входив у Єлецький округ). Після ліквідації округів, на підставі постанови ЦВК і РНК СРСР від 23 червня 1930 року, Тербунський район залишився в складі ЦЧО.
Постановою президії ВЦВК РРФСР від 1 лютого 1933 р до складу Тербунського району були включені Більше-Полянська, Вісло-Полянська, Новосільська і Яковлевська сільради ліквідованого Більше-Полянського району.
31 грудня 1934 року, після поділу ЦЧО, Тербунський район увійшов до складу Воронезької області, у 18 січня 1935 році — до Курської області. Після утворення, 6 січня 1954 року, Липецької області — включений до її складу.
Указом Президії Верховної Ради РСФСР, від 1 лютого 1963 року, створено Тербунський укрупнений сільський район, до складу якого увійшла повністю територія колишніх Тербунського та Воловського районів, а також частина території Долгоруковського району. У січні 1965 року Долгоруковський район розукрупнений та утворений Тербунський район.
На 11 січня 1965 року Тербунський районі налічував 17 сільрад.

## Населення
Станом на 2018 рік чисельність населення району — 22 118 осіб.

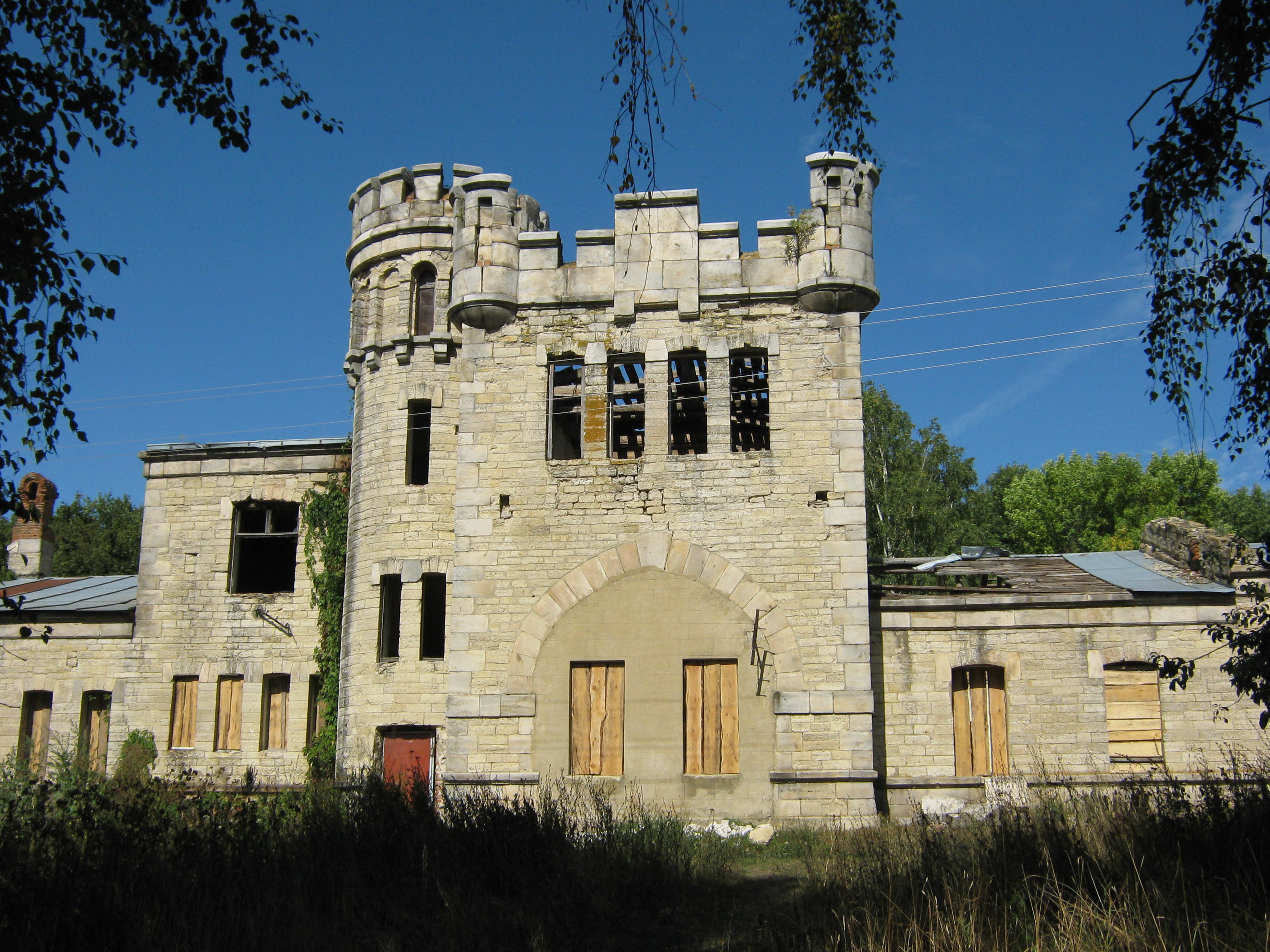
Садиба у Борках

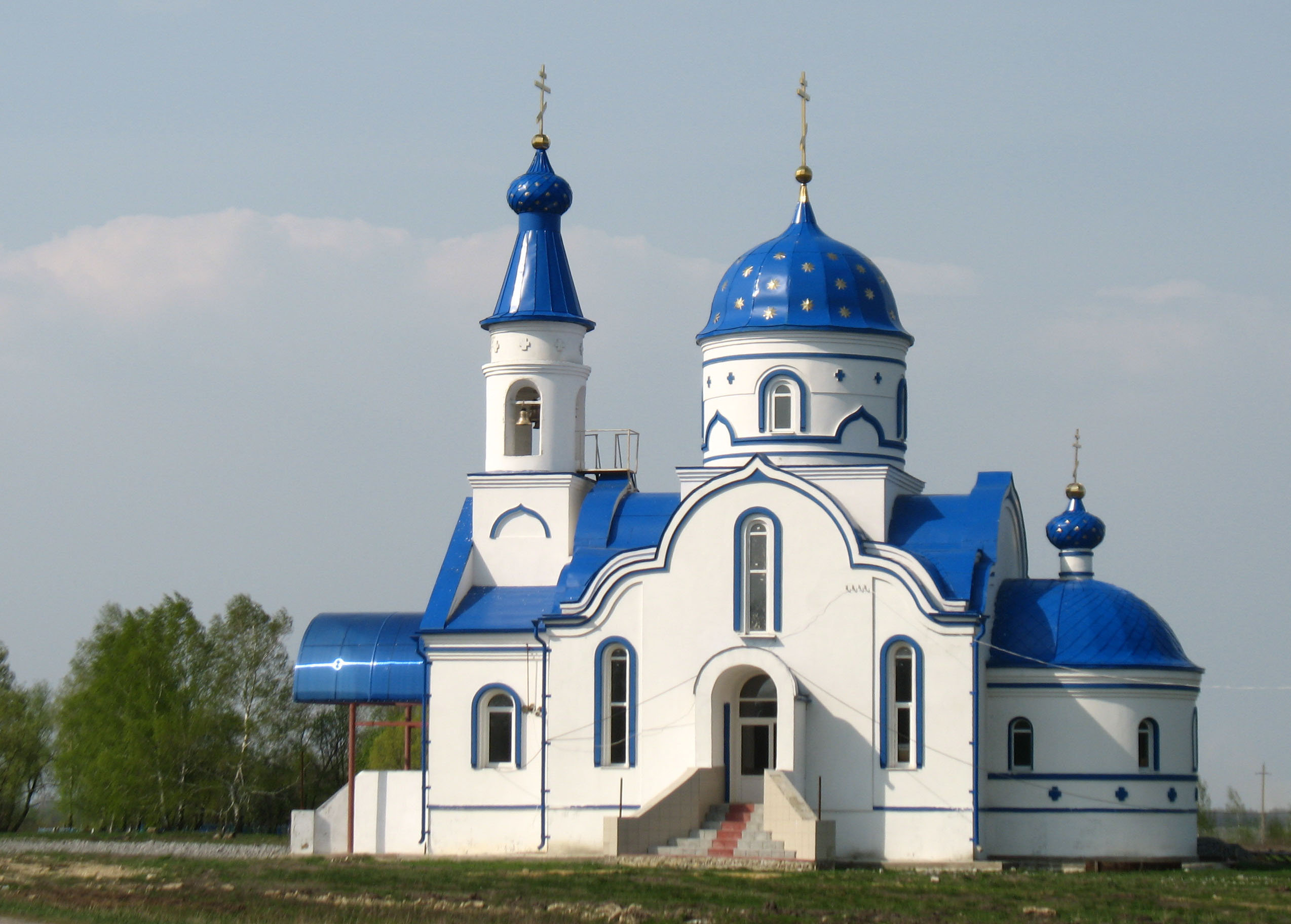
Церква у селі Велика Поляна

| 1954   | 1959    | 1970    | 1979    | 1989    | 2000    | 2002    | 2003    | 2006    | 2009    | 2010    | 2011    | 2012    | 2013    | 2014    | 2015    | 2016    | 2017    | 2018    |
| ------ | ------- | ------- | ------- | ------- | ------- | ------- | ------- | ------- | ------- | ------- | ------- | ------- | ------- | ------- | ------- | ------- | ------- | ------- |
| 39,200 | ↘38,000 | ↘34,600 | ↘28,800 | ↘25,800 | ↘24,800 | ↘24,068 | ↘23,900 | ↘23,103 | ↘22,681 | ↘22,536 | ↘22,529 | ↘22,390 | ↘22,346 | ↘22,284 | ↘22,190 | ↗22,319 | ↗22,388 | ↘22,118 |

## Соціальна сфера

### Медицина
Лікувальна мережа району:
- Тербунська Муніципальна лікарня на 158 ліжок (має в своєму складі відділення: психоневрологічне, інфекційне, педіатричне, реанімаційне, терапевтичне з ліжками неврологічного профілю)
- поліклініка на 530 відвідувань в зміну;
- 2 амбулаторії на 35 відвідувань кожна
- 23 фельдшерсько акушерських пункти
- 1 відділення лікаря загальної практики
- 25 ліжок денного стаціонару, для відвідування в 2 зміни

### Освіта
Кількість освітніх установ — 15 ЗОШ, 12 дошкільних груп при школах, 2 установи додаткової освіти.
Всі установи освіти мають державну акредитацію та ліцензію.

## Адміністративний устрій
У Тербунському районі 75 населених пунктів у складі 15 сільських поселень.
| №  | Муніципальне утворення      | Адміністративний центр  | Кількість населених пунктів | Населення | Площа (км²) |
| 1  | Березовська сільрада        | село Березовка          | 6                           | ▼ 1068    | 99,74       |
| 2  | Великополянська сільрада    | село Велика Поляна      | 5                           | ▼ 760     | 66,16       |
| 3  | Борковська сільрада         | село Борки              | 3                           | ▲ 724     | 61,15       |
| 4  | Висло-Полянська сільрада    | село Висла Поляна       | 3                           | ▼ 753     | 64,75       |
| 5  | Зарічненська сільрада       | село Зарічне            | 4                           | ▼ 462     | 38,26       |
| 6  | Казинська сільрада          | село Казинка            | 3                           | ▲ 1022    | 96,60       |
| 7  | Курган-Головинська сільрада | село Мар'їно-Ніколаєвка | 12                          | ▼ 1070    | 106,20      |
| 8  | Новосільська сільрада       | село Новосільське       | 2                           | ▼ 450     | 38,64       |
| 9  | Озерська сільрада           | село Озерки             | 2                           | ▼ 484     | 72,54       |
| 10 | Покровська сільрада         | село Покровське         | 3                           | ▼ 630     | 76,90       |
| 11 | Солдатська сільрада         | село Солдатське         | 4                           | ▼ 1740    | 78,86       |
| 12 | Тербунська Друга сільрада   | село Другі Тербуни      | 4                           | ▼ 2447    | 123,36      |
| 13 | Тербунська сільрада         | село Тербуни            | 11                          | ▼ 8475    | 100,41      |
| 14 | Тульська сільрада           | село Тульське           | 8                           | ▼ 986     | 71,30       |
| 15 | Урицька сільрада            | село Урицьке            | 5                           | ▼ 1047    | 75,21       |

## Пам'ятки району
На території району розташовані ландшафтно-геологічні пам'ятки природи: «Борковське урочище», «Кульма», Тербунські пісковики, «Кінь-Камінь» поблизу села Покровка.
У селі Борки розташована Садиба Борки, звана так само Борковський замок. Це єдиний у Липецькій області пам'ятник архітектури в англійському готичному стилі, є пам'яткою архітектури останньої чверті XIX століття. На початку XX століття садиба належала двоюрідному братові Миколи II — Великому князю Андрію Володимировичу Романову.
Парк садиби у Борках — дендрологічна пам'ятка природи.
Церква Вознесіння Господнього — регіональна пам'ятка архітектури в селі Бурдино. Побудована у 1790 році. При ній, 15 жовтня 1865 року, була відкрита перша церковно-приходська школа — спочатку діяла як двокласна. Тут діяв Преображенський чоловічий монастир, а потім жіночий. Чоловічий монастир виведений за штат при Єлизаветі Петрівній.
Покровська церква — регіональна пам'ятка архітектури в селі Покровське. Побудована у другій половині XVIII століття.
Парк в селі Тульське — дендрологічна пам'ятка природи.